# Paratrixa takanoi
Paratrixa takanoi är en tvåvingeart som beskrevs av Louis-Paul Mesnil 1970. Paratrixa takanoi ingår i släktet Paratrixa och familjen parasitflugor. Inga underarter finns listade i Catalogue of Life.